# Andy Beshear
Andrew Graham Beshear (nacido el 29 de noviembre de 1977) es un político y abogado estadounidense que se desempeña desde 2019 como el 63.º gobernador de Kentucky. Miembro del Partido Demócrata, ejerció entre 2016 y 2019 como el 50.º fiscal general de Kentucky.Es hijo del exgobernador de Kentucky Steve Beshear, quien ocupó el cargo entre 2007 y 2015.
Como fiscal general, Beshear presentó múltiples demandas contra el gobernador republicano Matt Bevin, incluidas algunas relacionadas con la reforma de pensiones. Se postuló en las elecciones para gobernador de 2019 y derrotó a Bevin por aproximadamente un 0.4 %. Beshear fue reelegido para un segundo mandato en 2023 con una ventaja mayor, del 5 %, al vencer al fiscal general republicano Daniel Cameron.A partir de 2025, Beshear y la vicegobernadora Jacqueline Coleman son los únicos funcionarios demócratas electos a nivel estatal en Kentucky.

## Primeros años y educación
Beshear nació en Louisville, Kentucky,hijo de Jane Beshear (de soltera Klingner) y Steve Beshear.Se crio en Lexington y se graduó de la Henry Clay High School.Su padre, abogado y político, fue gobernador de Kentucky entre 2007 y 2015.
Tras terminar la escuela, Beshear estudió ciencias políticas y antropología en la Universidad Vanderbilt, donde fue miembro de la fraternidad Sigma Chi. Obtuvo un título de bachiller en artes, magna cum laude, en 2000.Luego asistió a la Facultad de Derecho de la Universidad de Virginia, donde recibió el título de Juris Doctor en 2003.

## Carrera legal
En 2001, Beshear fue asociado de verano en White & Case LLP en Nueva York, el mismo bufete donde su padre comenzó su carrera jurídica. Trabajó en White & Case en Washington D. C. durante dos años después de graduarse de la facultad de derecho de la UVA. En 2005, fue contratado por el bufete Stites & Harbison, donde su padre era socio.Representó a los desarrolladores del Bluegrass Pipeline, un proyecto que buscaba transportar líquidos de gas natural a través de Kentucky. El proyecto fue polémico; los críticos expresaron preocupaciones ambientales y objeciones al uso de la expropiación para la construcción del oleoducto. La oficina de su padre sostuvo que no existía conflicto de intereses con la representación asumida por su hijo.Beshear también representó a la empresa india UFlex, que solicitó 20 millones de dólares en exenciones fiscales a la administración de su padre, lo que generó críticas de organizaciones de vigilancia ética por un posible conflicto de interés.En 2013, mientras trabajaba en Stites & Harbison, la revista Lawyer Monthly nombró a Beshear “Abogado del Consumidor del Año – EE. UU.”.

## Fiscal General de Kentucky (2016-2019)

### Elección de 2015
En noviembre de 2013, Beshear anunció su candidatura para la elección de 2015 al cargo de fiscal general de Kentucky, para suceder al demócrata Jack Conway, quien no podía postularse a la reelección debido a los límites de mandato.
Beshear derrotó al republicano Whitney Westerfield con el 50.1 % de los votos frente al 49.9 % de Westerfield,una diferencia de 2,194 votos.

### Gestión

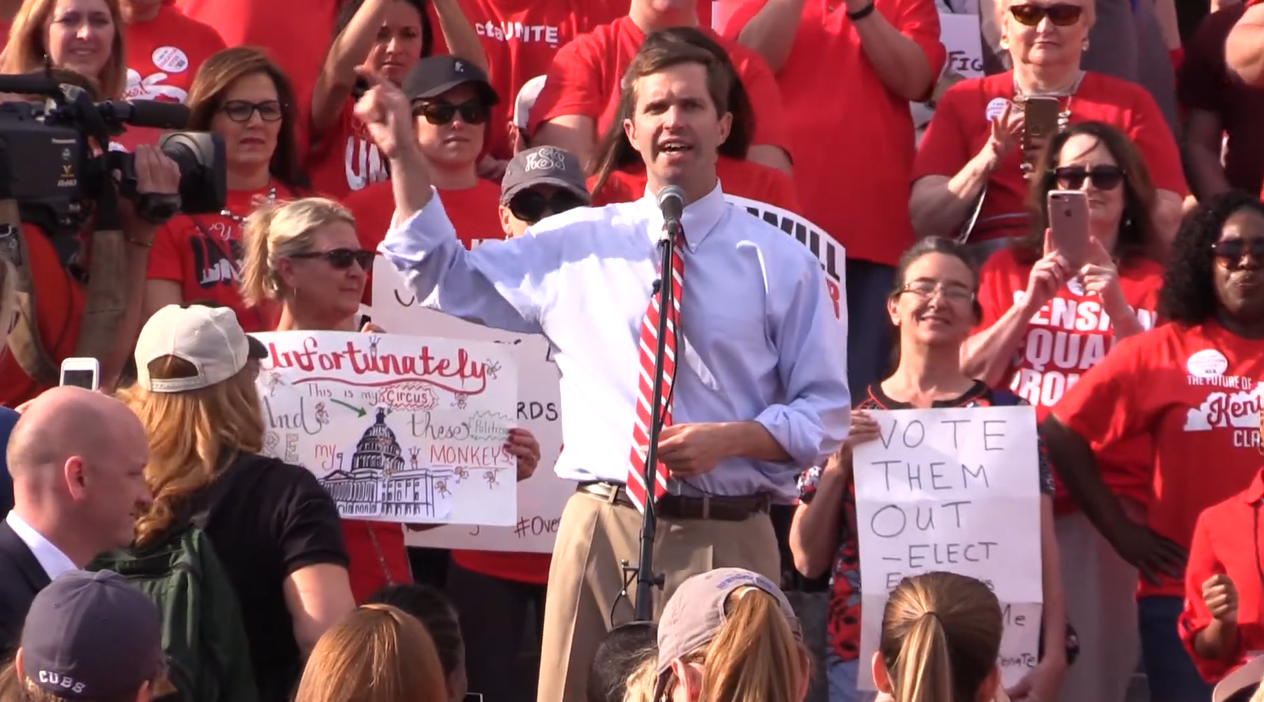
Beshear habla en un mitin de maestros en el Capitolio Estatal de Kentucky en 2018, el cual formó parte de un movimiento nacional de protestas de maestros.

Beshear demandó al gobernador Matt Bevin en varias ocasiones, alegando que Bevin abusaba de sus poderes ejecutivos durante su gestión como fiscal general y mientras hacía campaña contra Bevin para la gobernación. Beshear ganó algunos casos y perdió otros. En abril de 2016, demandó a Bevin por sus recortes presupuestarios a mitad de ciclo en el sistema universitario estatal.La Corte Suprema de Kentucky falló a favor de Beshear por 5 votos contra 2, determinando que Bevin no tenía autoridad para hacer recortes presupuestarios a mitad de ciclo sin la aprobación de la Asamblea General de Kentucky.También en 2016, la Corte Suprema de Kentucky falló por unanimidad a favor de Bevin cuando Beshear lo demandó alegando que no tenía autoridad para reorganizar la junta directiva de la Universidad de Louisville.En 2017, la Corte Suprema de Kentucky desestimó una demanda de Beshear contra Bevin, al considerar que Bevin tenía poder para reestructurar temporalmente juntas directivas mientras la legislatura no estuviera en sesión; Bevin calificó la demanda de Beshear como “una vergonzosa pérdida de recursos de los contribuyentes”.En abril de 2018, Beshear demandó con éxito a Bevin por haber promulgado el Proyecto de Ley del Senado 151, un controvertido plan de reforma de las pensiones de los maestros, y la Corte Suprema de Kentucky declaró inconstitucional la ley.Bevin afirmó que Beshear “nunca demanda en nombre del pueblo de Kentucky, lo hace por su propia carrera política”.
En octubre de 2019, Beshear presentó nueve demandas contra compañías farmacéuticas por su presunta implicación en la expansión de la epidemia de opioides en Kentucky.
Beshear renunció a postularse para un segundo mandato como fiscal general para competir por la gobernación contra Bevin. Renunció a la fiscalía general el 10 de diciembre de 2019, antes de su toma de posesión como gobernador ese mismo día.Mediante orden ejecutiva, Beshear nombró al fiscal general electo Daniel Cameron para que completara el resto de su mandato.Cameron fue el primer fiscal general afroamericano de Kentucky y se postuló sin éxito contra Beshear para la gobernación en 2023.

## Gobernador de Kentucky (2019-presente)

### Elecciones

#### 2019
El 9 de julio de 2018, Beshear anunció su candidatura a la nominación demócrata para la gobernación de Kentucky en las elecciones de 2019.Eligió como compañera de fórmula a Jacqueline Coleman, presidenta de una organización sin fines de lucro, subdirectora escolar y excandidata a la cámara estatal.Beshear afirmó que haría de la educación pública una prioridad.En mayo de 2019, ganó la nominación demócrata con el 37.9 % de los votos en una contienda entre tres candidatos.
Beshear se enfrentó al gobernador en funciones Matt Bevin, considerado el gobernador menos popular del país, en las elecciones generales del 5 de noviembre.Derrotó a Bevin con el 49.20 % de los votos frente al 48.83 % obtenido por Bevin.Fue la elección para gobernador más reñida de la historia de Kentucky en porcentaje y la contienda más cerrada del ciclo electoral de gobernadores de 2019.
Días después, Bevin aún no había reconocido su derrota, alegando irregularidades electorales a gran escala. Sin embargo, la oficina de la secretaria de Estado de Kentucky, Alison Lundergan Grimes, declaró ganador a Beshear.El 14 de noviembre, Bevin aceptó su derrota tras realizarse un recuento, a su solicitud, que solo arrojó un cambio: un voto adicional para un candidato por escrito.
Beshear derrotó a Bevin principalmente al ganar, por un margen abrumador, los dos condados más poblados del estado, Jefferson y Fayette (donde se encuentran Louisville y Lexington, respectivamente), obteniendo más del 65 % de los votos en cada uno. También logró una ajustada victoria en los condados suburbanos de Campbell y Kenton, en el norte de Kentucky —históricamente de fuerte tendencia republicana—, así como en varios condados rurales del este de Kentucky, tradicionalmente demócratas, que en elecciones recientes se habían inclinado fuertemente hacia los republicanos.

#### 2023
El 1 de octubre de 2021, Beshear anunció su candidatura a la reelección como gobernador en las elecciones de 2023.Derrotó a los candidatos perennes Peppy Martin y Geoff Young en las elecciones primarias demócratas, obteniendo más del 90 % de los votos.
El 7 de noviembre de 2023, Beshear derrotó al candidato republicano Daniel Cameron por 53 % a 47 % en las elecciones para gobernador de Kentucky de 2023, logrando la reelección para un segundo mandato.Beshear se convirtió en el tercer gobernador en la historia de Kentucky en ser elegido por dos mandatos consecutivos.
La victoria de Beshear se ha atribuido a su amplia popularidad entre los demócratas y los independientes, así como entre aproximadamente la mitad de los republicanos del estado.En comparación con 2019, Beshear mejoró su desempeño especialmente en los distritos suburbanos, donde amplió sus márgenes en casi seis puntos porcentuales, frente a un aumento de 4.5 puntos en los distritos urbanos y rurales.Además, los líderes republicanos señalaron que un anuncio viral protagonizado por Hadley Duvall —quien fue violada y quedó embarazada a los 12 años por su padrastro— contribuyó a la victoria de Beshear, ya que destacaron que los republicanos ganaron las elecciones para cargos menores. Kentucky era uno de los 12 estados con leyes antiaborto sin excepciones para casos de violación o incesto, postura que Cameron apoyó inicialmente antes de mostrarse abierto a aceptar excepciones.

### Gestión

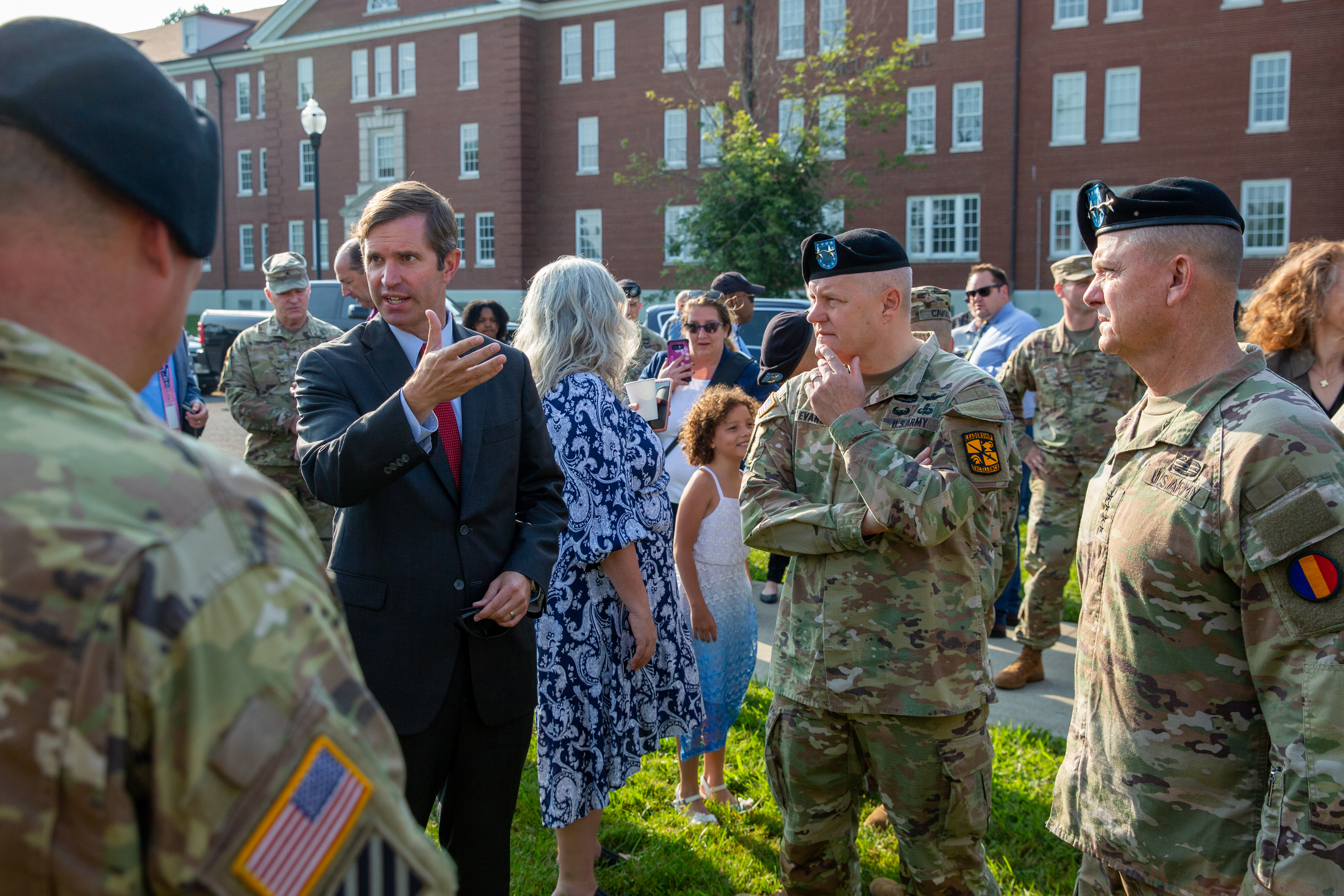
Beshear se reúne con el liderazgo del Mando de Cadetes del Ejército de los Estados Unidos en Fort Knox en agosto de 2021.

Beshear asumió el cargo de gobernador el 10 de diciembre de 2019.En su discurso inaugural, hizo un llamado a los republicanos, que contaban con una supermayoría en ambas cámaras de la Asamblea General de Kentucky, para que trabajaran de manera bipartidista y resolvieran juntos los problemas del estado.
Al asumir el cargo, Beshear reemplazó a los 11 miembros de la Junta de Educación de Kentucky antes de que concluyeran sus mandatos de dos años. La destitución de los miembros cumplió una promesa de campaña y representó un uso sin precedentes del poder del gobernador para reorganizar juntas estatales mientras la legislatura no estaba en sesión. Los críticos de Beshear señalaron que estos nombramientos socavaban la Ley de Reforma Educativa de Kentucky de 1990, la cual buscaba proteger a la junta de las influencias políticas; la Junta había sido cada vez más objeto de disputas políticas en los años previos a 2019.
El 12 de diciembre de 2019, Beshear firmó una orden ejecutiva que restauró los derechos de voto a 180,315 habitantes de Kentucky, quienes, según afirmó, eran en su mayoría afroamericanos condenados por delitos no violentos.
En abril de 2020, Beshear ordenó a los patrulleros estatales de Kentucky registrar los números de placa de los asistentes a iglesias que violaran la orden estatal de confinamiento por la COVID-19 al acudir a los servicios presenciales del Domingo de Pascua.La medida generó un debate polémico.

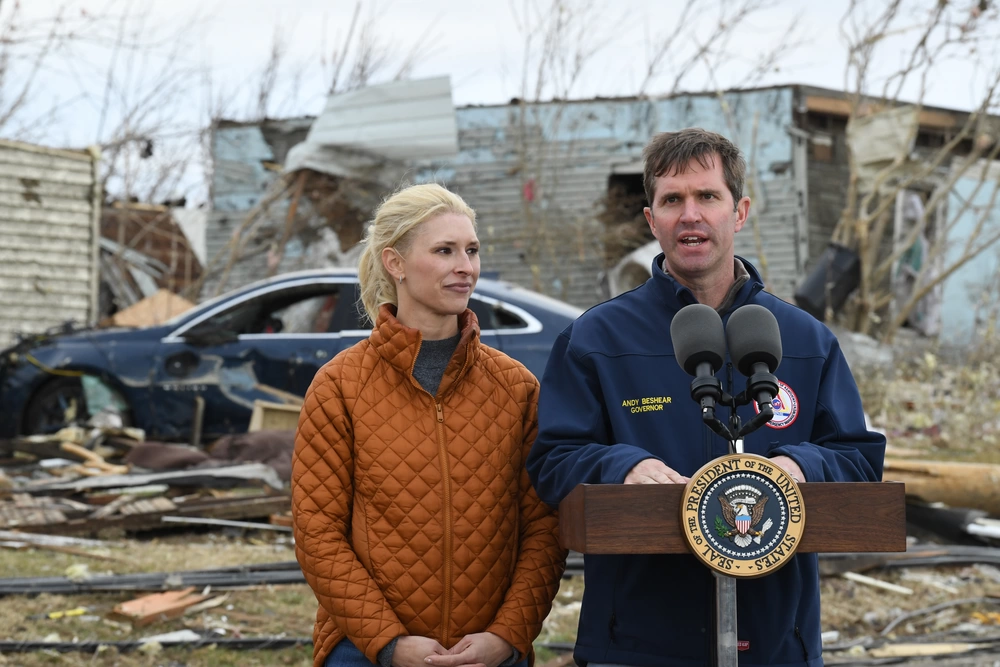
Beshear y su esposa Britainy visitan Mayfield, localidad que resultó gravemente afectada por tornados en diciembre de 2021.

En junio de 2020, Beshear prometió brindar atención médica gratuita a todos los residentes afroamericanos de Kentucky que la necesitaran, en un intento por abordar las desigualdades en el acceso a la salud que quedaron en evidencia durante la pandemia de COVID-19.
El 18 de noviembre de 2020, ante el continuo aumento de casos de COVID-19 en el estado, Beshear ordenó que las escuelas públicas y privadas de Kentucky suspendieran la enseñanza presencial a partir del 23 de noviembre, con la previsión de reanudar las clases presenciales en enero de 2021. Esta fue la primera vez que Beshear ordenó —y no solo recomendó— la suspensión de la enseñanza presencial.La Danville Christian Academy, junto con el fiscal general Daniel Cameron, presentó una demanda ante el Tribunal de Distrito de los Estados Unidos para el Distrito Este de Kentucky, alegando que la orden de Beshear violaba la Primera Enmienda al impedir que las organizaciones religiosas educaran a los niños conforme a su fe.Un grupo de senadores republicanos respaldó la impugnación.Tanto el Tribunal de Apelaciones del Sexto Circuito como la Corte Suprema de los Estados Unidos ratificaron la orden de Beshear.
En marzo de 2021, Beshear vetó total o parcialmente 27 proyectos de ley aprobados por la legislatura de Kentucky. Sin embargo, la legislatura anuló sus vetos.

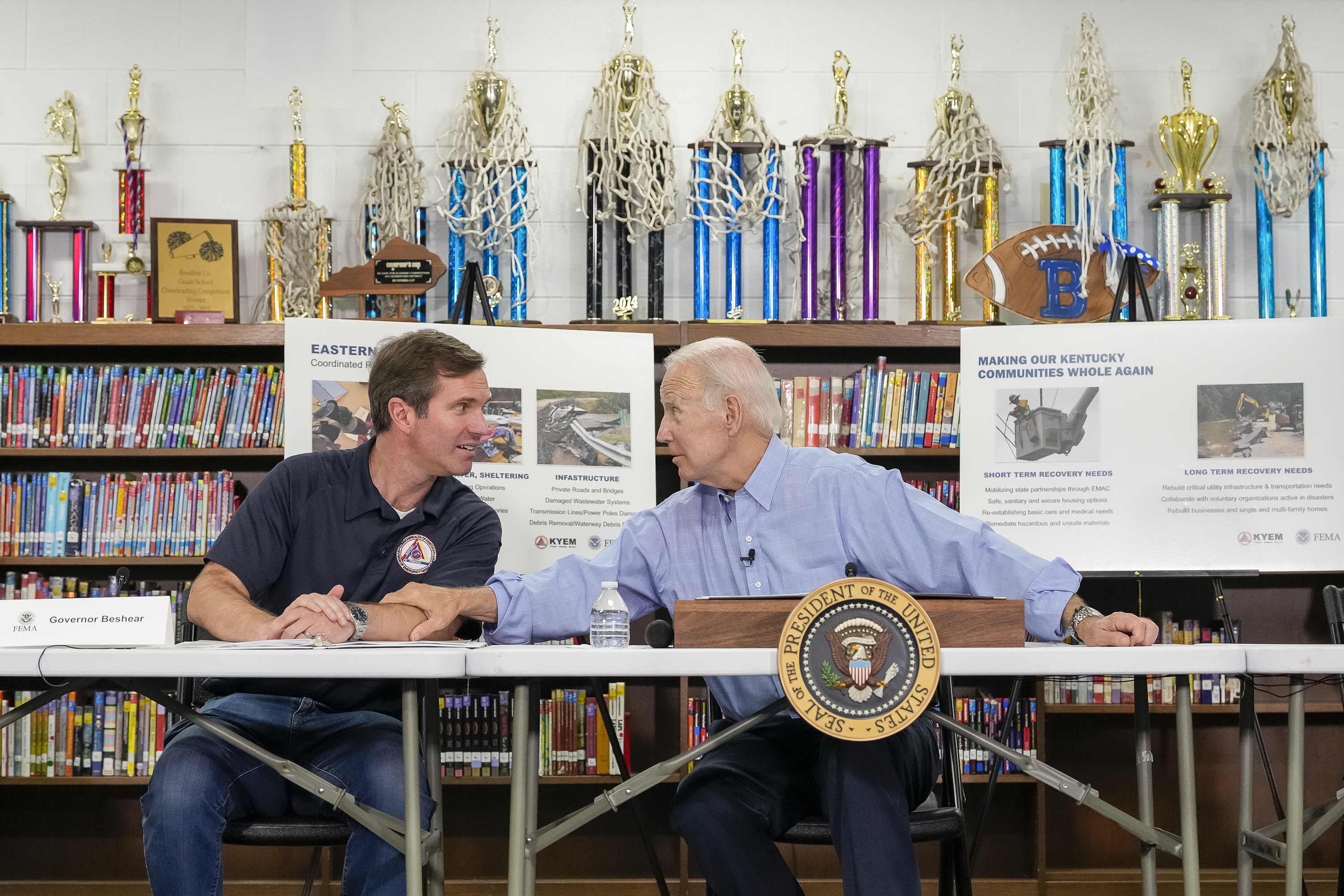
Beshear y el presidente Joe Biden conversan sobre la respuesta gubernamental a las graves inundaciones en Kentucky en julio de 2022.

La gestión de Beshear en el cargo ha estado marcada por varios desastres naturales. En diciembre de 2021, lideró la respuesta de emergencia ante un brote de tornados en el oeste de Kentucky, que devastó la ciudad de Mayfield y causó la muerte de más de 70 personas, convirtiéndose en el más mortífero en la historia del estado.En julio de 2022, las lluvias torrenciales provocaron inundaciones graves en la región de Apalaches de Kentucky y ocasionaron la muerte de más de 25 personas; Beshear coordinó con el gobierno federal las misiones de búsqueda y rescate mientras el presidente Biden declaraba desastre federal para destinar fondos de ayuda al estado.
El 4 de enero de 2023, Beshear fue seleccionado por otros gobernadores de la región de los Apalaches para servir como copresidente estatal de la Comisión Regional de los Apalaches durante 2023, sucediendo al gobernador de Maryland, Larry Hogan.Durante su gestión como copresidente, la comisión destinó 322 millones de dólares para financiar 701 proyectos.Su padre, Steve Beshear, ocupó el mismo cargo en 2015.
En 2024, Beshear creó un comité de acción política para recaudar fondos destinados a candidatos en las elecciones de Estados Unidos de 2024 que "se opongan a esta tendencia nacional de política basada en la ira y la división".

## Posiciones políticas

### Aborto
Beshear apoya el acceso al aborto.Un mes después de asumir el cargo de gobernador, su administración otorgó permiso a Planned Parenthood para realizar abortos en su clínica de Louisville, convirtiéndola en la segunda instalación en Kentucky en ofrecer este servicio.En abril de 2020, Beshear vetó un proyecto de ley que habría permitido al fiscal general Daniel Cameron suspender los abortos durante la pandemia de COVID-19 y ejercer un mayor control sobre las clínicas que ofrecen abortos.Fue respaldado por Reproductive Freedom for All, un grupo a favor del derecho al aborto, y cuenta con el apoyo de Planned Parenthood.
En 2021, Beshear permitió que una ley sobre bebés nacidos vivos entrara en vigor sin su firma, la cual exige que los médicos brinden atención médica a cualquier recién nacido que haya sobrevivido, incluso en casos de bebés nacidos vivos como resultado de un procedimiento de aborto fallido.

### COVID-19

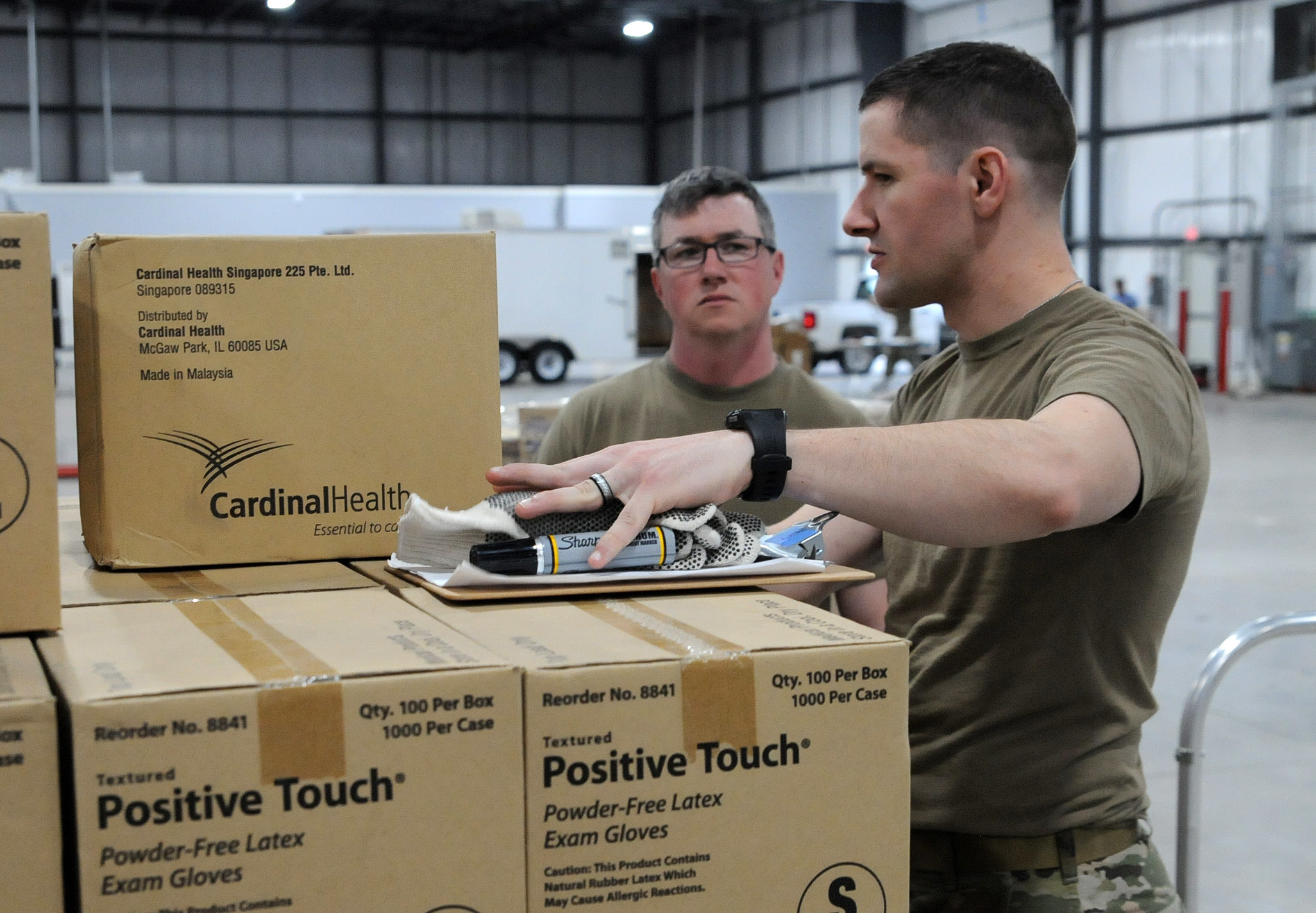
Miembros de la Guardia Nacional de Kentucky, activados por Beshear, distribuyen suministros médicos para ayudar en la respuesta a la pandemia de COVID-19 en marzo de 2020.

El 25 de marzo de 2020, Beshear declaró el estado de emergencia debido a la pandemia de COVID-19.Animó a los propietarios de negocios a exigir que los clientes usaran mascarillas en espacios cerrados.También prohibió las “reuniones masivas”, incluyendo protestas, pero no las reuniones normales en centros comerciales y bibliotecas; el profesor de derecho constitucional Floyd Abrams y el abogado John Langford opinaron que la orden de Beshear era inapropiada porque violaba la protección especial que la Primera Enmienda otorga a las protestas públicas.
En agosto de 2020, Beshear firmó una orden ejecutiva para liberar a presos de cárceles y penitenciarías sobrepobladas, con el objetivo de frenar la propagación del virus. El Departamento de Servicios de Información, Investigación y Estadísticas Tecnológicas de Kentucky encontró que más del 48 % de los 1,704 presos liberados cometieron un delito dentro del año siguiente a su salida, y que un tercio de esos delitos fueron delitos graves.
Beshear fue criticado por no convocar a una sesión especial de la Asamblea General de Kentucky (una facultad exclusiva del gobernador) para trabajar con los representantes estatales y atender mejor las necesidades de sus constituyentes durante la pandemia.En noviembre de 2020, la Corte Suprema de Kentucky ratificó la constitucionalidad de las órdenes ejecutivas de emergencia de Beshear.A finales de ese mes, Beshear impuso nuevas restricciones para frenar la propagación del COVID-19, incluyendo el cierre del servicio en interiores de restaurantes y bares, la limitación de la enseñanza presencial en escuelas, la reducción de la capacidad en gimnasios y la restricción de reuniones sociales.El presidente de la Cámara, David Osborne, y el presidente del Senado, Robert Stivers, criticaron a Beshear por no consultar a la legislatura antes de tomar estas decisiones.
Las restricciones selectivas de Beshear fueron criticadas tras descubrirse que las autoridades estatales y locales no pudieron implementar un rastreo efectivo de contactos en ciertos tipos de negocios incluidos en sus restricciones.El 11 de junio de 2021 —un día después de que la Corte Suprema de Kentucky escuchara los argumentos orales sobre el tema de los poderes de emergencia— Beshear levantó la mayoría de las restricciones por COVID-19 en Kentucky.En agosto de 2021, ante un aumento de casos impulsado por la variante Delta, Beshear ordenó el uso obligatorio de mascarillas en las escuelas públicas.
El 19 de agosto de 2021, el juez federal William Bertelsman emitió una orden de restricción temporal que bloqueaba el mandato de uso de mascarillas en las escuelas.Dos días después, la Corte Suprema de Kentucky falló en contra del desafío de Beshear a varias leyes recientemente aprobadas en Kentucky que, entre otras cosas, limitan la autoridad del gobernador para emitir órdenes ejecutivas en tiempos de emergencia a 30 días, a menos que sean extendidas por los legisladores estatales. La corte estatal disolvió una medida cautelar contra esta ley que había sido emitida por un tribunal de primera instancia a solicitud de Beshear. La opinión de la Corte Suprema, redactada por el juez Lawrence VanMeter, abordó la separación de poderes entre el gobernador y la Asamblea General. La Corte Suprema de Kentucky determinó que las leyes impugnadas eran un ejercicio válido de los poderes legislativos de la Asamblea General, aunque dos jueces escribieron una opinión concurrente señalando que el "interruptor de apagado" de 30 días aprobado por la legislatura debería ser revisado más a fondo en instancias inferiores.El 23 de agosto de 2021, Beshear revocó su orden ejecutiva que requería el uso de mascarillas en las escuelas de Kentucky.

### Crimen
Beshear firmó una orden ejecutiva que restauró por completo los derechos de voto y el derecho a ocupar cargos públicos de 180,315 habitantes de Kentucky que habían sido condenados por delitos no violentos.Hasta 2021, había restaurado estos derechos a más personas condenadas por delitos que cualquier otro gobernador en la historia de Estados Unidos.
En marzo de 2021, Beshear firmó una ley que permite a los jueces decidir si transfieren a menores de 14 años o más al tribunal de adultos cuando son acusados de un delito que involucra un arma de fuego. Anteriormente, los jueces estaban obligados a enviar a los menores al tribunal de adultos para ser procesados por un delito grave si se utilizaba un arma de fuego.
También en marzo de 2021, después de que la legislatura de Kentucky aprobara un proyecto de ley que tipificaba como delito causar daños por 500 dólares o más a una propiedad alquilada, Beshear vetó dicha ley.Sin embargo, la Cámara de Representantes de Kentucky (74–18) y el Senado (28–8) anularon su veto.
Beshear ha declarado que apoya la pena de muerte.

### Drogas

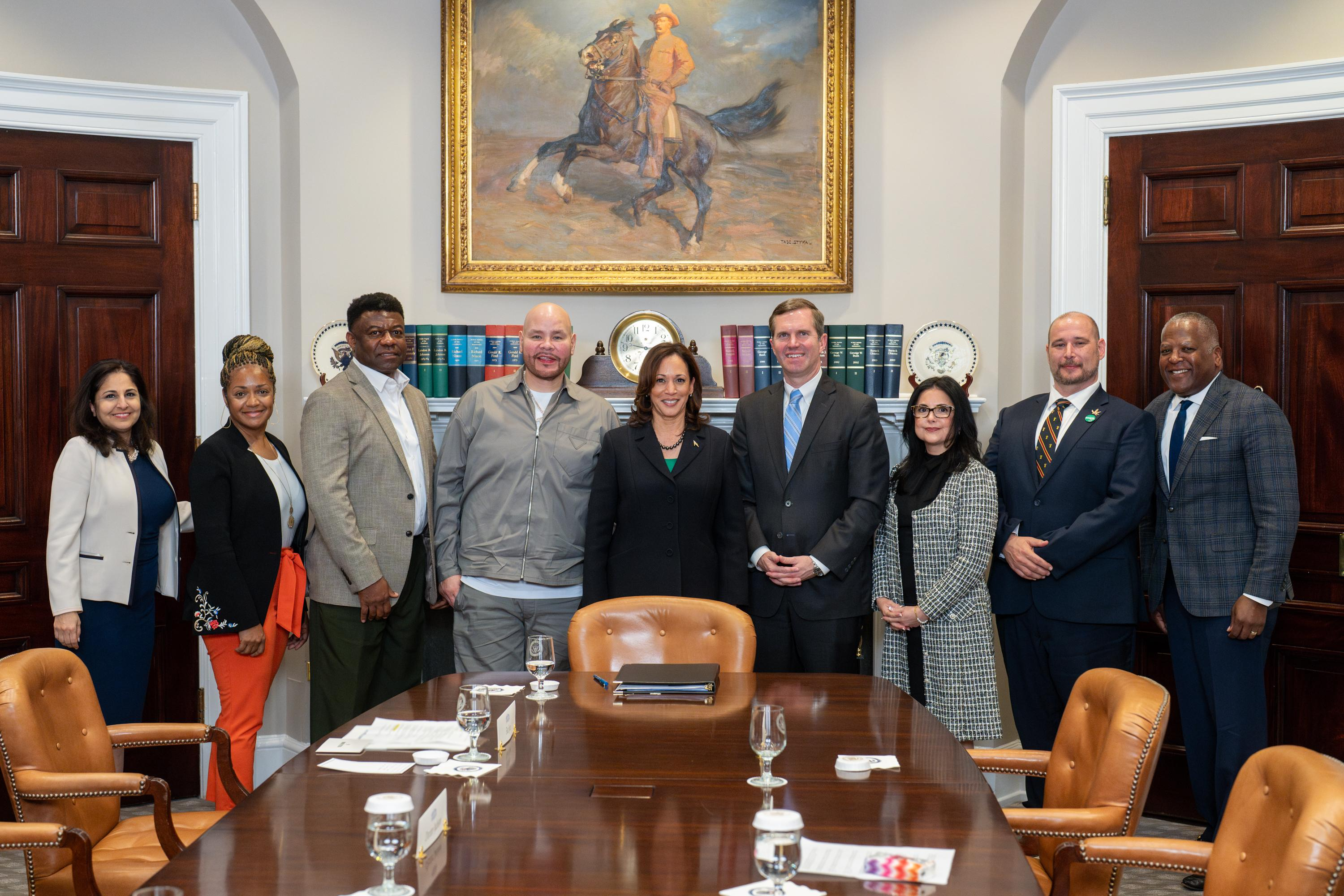
Beshear en la Casa Blanca para discutir la reforma del cannabis en marzo de 2024.

Beshear afirmó que un factor importante del encarcelamiento en Kentucky es la epidemia de drogas y opinó que Kentucky "debe reducir el tamaño total de nuestra población encarcelada... No tenemos más criminales, solo ponemos a más personas en nuestras prisiones y cárceles".
Beshear considera que la posesión de cannabis nunca debería resultar en encarcelamiento.Apoyó la legalización del cannabis medicinal.En noviembre de 2022, firmó una orden ejecutiva que permite la posesión de marihuana medicinal y regula el delta-8-THC.El 31 de marzo de 2023, firmó el proyecto de ley SB 47, que estableció un programa de cannabis medicinal en Kentucky.

### Política económica

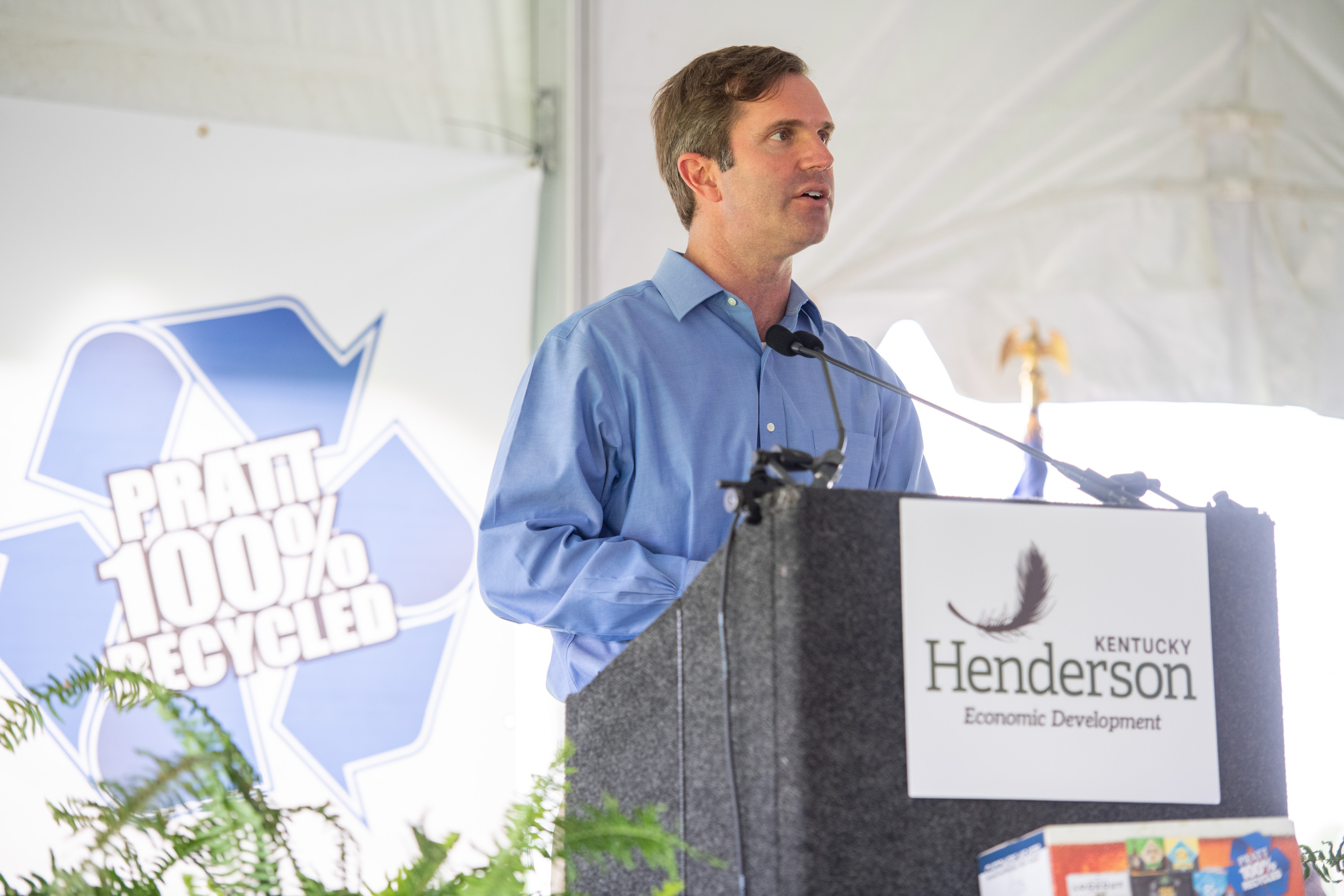
Beshear anuncia la construcción de una nueva fábrica de papel en Henderson, 2021.

En 2019, Beshear se comprometió a atraer más empleos en manufactura avanzada y en el sector de la salud a Kentucky, para compensar las pérdidas de empleo ocasionadas por el declive de la industria del carbón.
Beshear se opone a la ley de derecho al trabajo de Kentucky.
Después de que la legislatura de Kentucky votara para permitir que destilerías y cervecerías calificaran para una exención del impuesto a las ventas sobre equipo nuevo, Beshear vetó esa disposición. En abril de 2020, la legislatura anuló su veto.
En junio de 2021, Beshear firmó una orden ejecutiva que permite a los atletas universitarios recibir compensación por el uso de su nombre, imagen y semejanza. Con esta medida, Kentucky se convirtió en el primer estado en hacerlo mediante una orden ejecutiva; otros seis estados lo habían logrado a través de legislación.

### Educación
En 2019, Beshear se comprometió a incluir un aumento salarial de 2,000 dólares para todos los maestros de Kentucky en sus presupuestos (lo que estimó tendría un costo de 84 millones de dólares). El líder de la mayoría republicana en la Cámara de Representantes, John Carney, rechazó la propuesta.Beshear ha propuesto dicho aumento en sus presupuestos, pero la legislatura de Kentucky no lo ha incluido en los presupuestos que ha aprobado.
Beshear se opone a todas las escuelas chárter en Kentucky, afirmando que “las escuelas administradas por corporaciones no son escuelas públicas”. Sostiene que financiarlas violaría la constitución del estado.
Beshear también se opone a los programas de libre elección escolar, afirmando que la Enmienda 2 de Kentucky de 2024 significaba "menos dinero para las escuelas públicas".

### Medio ambiente
Beshear acepta el consenso científico sobre el cambio climático. En 2019, declaró que quería crear más empleos en el sector de las energías limpias para emplear a quienes pierdan sus trabajos en la industria del carbón y ampliar el uso de tecnología de carbón limpio en Kentucky.

### Juego
Beshear apoya la legalización de los casinos, las apuestas deportivas, las apuestas en deportes de fantasía y las apuestas de póker en línea en Kentucky.En marzo de 2020, proclamó el Mes de la Concientización sobre el Juego Responsable en Kentucky.El 31 de marzo de 2023, Beshear promulgó la Ley de la Cámara 551, que legalizó las apuestas deportivas en Kentucky.

### Derecho a portar armas
Beshear declaró que no apoyaría una prohibición de armas de asalto. En su lugar, dijo que respaldaría una ley de “bandera roja” que autorice a los tribunales a permitir que la policía confisque temporalmente las armas de fuego a las personas que un juez considere un peligro para sí mismas o para otros.
El 10 de abril de 2023, un amigo personal de Beshear murió a causa de un tiroteo en el banco de Louisville.

### Salud
Beshear apoya la expansión de Medicaid en Kentucky, la cual brinda atención médica asequible a más de 500,000 habitantes del estado, incluidos aquellos con condiciones preexistentes. Criticó a Bevin por intentar revertir la expansión de Medicaid (intento que finalmente fracasó). Tanto como fiscal general como en su rol de gobernador, Beshear expresó su respaldo a la Ley de Cuidado de Salud a Bajo Precio y criticó los esfuerzos por anularla en los tribunales.El 5 de octubre de 2020, anunció el relanzamiento y la expansión de kynect, el mercado estatal de seguros de salud creado en 2013 durante el mandato de Steve Beshear y desmantelado por Bevin en 2017.
Beshear también afirmó que considera que la atención médica es un "derecho humano".

### Inmigración
En diciembre de 2019, Beshear informó a la administración del presidente Donald Trump que planeaba hacer que Kentucky continuara aceptando refugiados bajo el programa de inmigración de Estados Unidos.Trump había indicado a los gobiernos estatales que tenían la potestad de excluirse del programa federal de reasentamiento de refugiados.

### Infraestructura
Beshear apoya un proyecto de 2,500 millones de dólares para construir un puente complementario al Brent Spence Bridge, que transporta las interestatales 71 y 75 sobre el río Ohio entre Covington, Kentucky y Cincinnati, Ohio.Esperaba financiar el puente por medios convencionales, sin recurrir a peajes, aunque no estaba seguro de si el estado realmente contaba con los fondos para hacerlo.En 2021, el senador de Kentucky Chris McDaniel, el principal legislador republicano del norte de Kentucky y presidente del comité de finanzas y presupuesto del Senado, dijo que se oponía a la propuesta de Beshear de usar el fondo de emergencia del estado o el superávit del fondo general para ayudar a pagar el proyecto.
En agosto de 2019, Beshear prometió construir el cruce del río Ohio de la Interestatal 69 entre Henderson, Kentucky, y Evansville, Indiana, para 2023, diciendo: “Construiremos ese puente de la I-69 en mi primer mandato como gobernador”.El proyecto tendría un costo de 914 millones de dólares (más costos de financiamiento e intereses).Dijo que creía que el proyecto brindaría beneficios económicos al oeste de Kentucky.

### Derechos LGBT
Beshear apoya el matrimonio igualitario. También respalda leyes contra la discriminación que incluyan a personas gays, lesbianas, bisexuales y transgénero.Fue el primer gobernador en ejercicio de Kentucky en asistir a una manifestación organizada por la Fairness Campaign y apoya la prohibición de la terapia de conversión para jóvenes LGBTQ.En 2024, firmó una orden ejecutiva para prohibir la terapia de conversión en menores después de que los republicanos en la legislatura estatal bloquearan repetidamente los intentos legislativos de hacerlo.En marzo de 2023, Beshear vetó un proyecto de ley que imponía nuevas regulaciones y restricciones a los jóvenes transgénero, incluida la prohibición de la atención médica de afirmación de género; la legislatura, controlada por los republicanos, anuló su veto.Beshear también mostró su apoyo a un grupo de drag queens con quienes se tomó una selfie y defendió firmemente sus acciones cuando fue criticado por los republicanos.

### Pensiones
Beshear se opuso a los recortes de pensiones realizados por Bevin y afirmó que quiere garantizar pensiones para todos los trabajadores cuando se jubilen.Al 30 de junio de 2020, el Fondo Estatal de Pensiones de Kentucky cubría el 58.8 % de sus obligaciones para las próximas décadas.

## Vida personal
Beshear y su esposa Britainy son diáconos en la Iglesia Cristiana de Beargrass, de Louisville, perteneciente a la denominación Iglesia Cristiana (Discípulos de Cristo).Tienen dos hijos.
En abril de 2025, Beshear lanzó un pódcast en el que aborda una amplia variedad de temas.
El 10 de julio de 2025, Beshear interpretó al Doctor en la producción de 42nd Street presentada en el Lexington Opera House.